# Unterseeboot 673
L'Unterseeboot 673 ou U-673 est un sous-marin allemand (U-Boot) de type VIIC utilisé par la Kriegsmarine pendant la Seconde Guerre mondiale.
Le sous-marin est commandé le 20 janvier 1941 à Hambourg (Howaldtswerke Hamburg AG), sa quille posée le 20 janvier 1942, il est lancé le 27 février 1943 et mis en service le 8 mai 1943, sous le commandement de l'Oberleutnant zur See Gerhard Haelbich.
L'U-673 n'endommage ni ne coule aucun navire au cours des cinq patrouilles (127 jours en mer) qu'il effectue.
Il s'échoue le long des côtes norvégiennes, en octobre 1944.

## Conception
Unterseeboot type VII, l'U-673 avait un déplacement de 769 tonnes en surface et 871 tonnes en plongée. Il avait une longueur totale de 67,10 m, un maître-bau de 6,20 m, une hauteur de 9,60 m et un tirant d'eau de 4,74 m. Le sous-marin était propulsé par deux hélices de 1,23 m, deux moteurs diesel Germaniawerft M6V 40/46 de 6 cylindres en ligne de 1400 cv à 470 tr/min, produisant un total de 2 060 à 2 350 kW en surface et de deux moteurs électriques Siemens-Schuckert GU 343/38-8 de 375 cv à 295 tr/min, produisant un total 550 kW, en plongée. Le sous-marin avait une vitesse en surface de 17,7 nœuds (32,8 km/h) et une vitesse de 7,6 nœuds (14,1 km/h) en plongée. Immergé, il avait un rayon d'action de 80 milles marins (150 km) à 4 nœuds (7,4 km/h; 4,6 milles par heure) et pouvait atteindre une profondeur de 230 m. En surface son rayon d'action était de 8 500 milles nautiques (soit 15 700 km) à 10 nœuds (19 km/h). 
L'U-673 était équipé de cinq tubes lance-torpilles de 53,3 cm (quatre montés à l'avant et un à l'arrière) qui contenait quatorze torpilles. Il était équipé d'un canon de 8,8 cm SK C/35 (220 coups) et d'un canon antiaérien de 20 mm Flak. Il pouvait transporter 26 mines TMA ou 39 mines TMB. Son équipage comprenait 4 officiers et 40 à 56 sous-mariniers.

## Historique
Il effectue sa période d'entraînement à la 5. Unterseebootsflottille jusqu'au 31 mai 1944, il intègre son unité de combat dans la 6. Unterseebootsflottille, puis dans la 13. Unterseebootsflottille et retourna ensuite dans la 6. Unterseebootsflottille jusqu'à la fin de son service.
Sa première patrouille est précédée par un court trajet de Kiel à Bergen. Elle commence le 20 février 1944 au départ de Bergen à destination des eaux arctiques.
Le 23 février 1944, le convoi JW-57 est repéré par un appareil de la Luftwaffe. Le groupe de combat Werwolf se déploie et le nouveau groupe Hartmut se dirige également vers le convoi. Quelques U-Boote du groupe Werwolf aperçoivent le convoi le 25 février 1944, à l'est de l'île Jan Mayen. Rapidement, deux sous-marins sont coulés (U-601 et U-713) et deux autres doivent plonger pour s'échapper. Le contact est maintenu du 26 au 27 février 1944, les attaques contre l'escorte menées par les U-Boote des deux groupes n'ont aucun succès. L'U-673 ne participe pas aux actions. Il fait route vers la Norvège, à court de carburant.
Le 27 mars 1944, il est endommagé par l'escorte du convoi JW-58 qui compte quarante-huit navires marchands.
À partir de juin 1944 il navigue dans l'Atlantique. L'U-673 a été modifié, disposant d'une plateforme anti-aérienne à l'arrière du kiosque (configuration n° VI). Cette modification déstabilise le bateau ; elle ne sera plus pratiquée. Le bateau fait ensuite office de station météo dans l'Atlantique Nord du 21 juin 1944 au 7 juillet 1944.
Le 14 septembre 1944, il quitte Saint-Nazaire pour un transit vers la Norvège. L'U-673 fait partie des U-Boote dépourvus de schnorchel. Il est déplacé en Norvège en raison de l'avance des Alliés en France.
Le 22 octobre 1944, l'U-673 prend la mer au départ de Bergen pour l'Allemagne, il part des côtes de la Norvège en convoi. Deux jours plus tard à 1 h 15, il est éperonné par l'U-382 entre Haugesund et Stavanger à la position 59° 17′ N, 5° 57′ E, et fortement endommagé. Il s'échoue près de Nerstrandfiord et son équipage au complet est recueilli. Le 9 novembre 1944, il est renfloué et remorqué jusqu'à Stavanger. En mai 1945, il est capturé par les forces britanniques qui le mettent à la ferraille l'année suivante.

## Affectations
- 5. Unterseebootsflottille du 8 mai 1943 au 31 mai 1944 (Période de formation).
- 6. Unterseebootsflottille du 1er juin 1944 au 20 juin 1944 (Unité combattante).
- 13. Unterseebootsflottille du 21 juin 1944 au 31 juillet 1944 (Unité combattante).
- 6. Unterseebootsflottille du 1er août 1944 au 24 octobre 1944 (Unité combattante).

## Commandement
- Kapitänleutnant Gerhard Haelbich du 8 mai 1943 au 14 août 1943.
- Oberleutnant zur See Heinz-Gerd Sauer du 15 août 1943 au 31 juillet 1944.
- Oberleutnant zur See Ernst-August Gerke du 1er août 1944 au 24 octobre 1944.

## Patrouilles
|       | Commandant               | Départ            | Départ      | Arrivée         | Arrivée     | Jours     | Succès |
| ----- | ------------------------ | ----------------- | ----------- | --------------- | ----------- | --------- | ------ |
|       | Oblt. Heinz-Gerd Sauer   | 15 février 1944   | Kiel        | 18 février 1944 | Bergen      | 4 jours   |        |
| 1     | Oblt. Heinz-Gerd Sauer   | 20 février 1944   | Bergen      | 27 février 1944 | Narvik      | 8 jours   |        |
|       | Oblt. Heinz-Gerd Sauer   | 29 février 1944   | Narvik      | 2 mars 1944     | Trondheim   | 3 jours   |        |
|       | Oblt. Heinz-Gerd Sauer   | 24 mars 1944      | Trondheim   | 26 mars 1944    | Narvik      | 3 jours   |        |
| 2     | Oblt. Heinz-Gerd Sauer   | 27 mars 1944      | Narvik      | 4 avril 1944    | Narvik      | 9 jours   |        |
|       | Oblt. Heinz-Gerd Sauer   | 6 avril 1944      | Narvik      | 9 avril 1944    | Trondheim   | 4 jours   |        |
|       | Oblt. Heinz-Gerd Sauer   | 19 mai 1944       | Trondheim   | 21 mai 1944     | Narvik      | 3 jours   |        |
|       | Oblt. Heinz-Gerd Sauer   | 29 mai 1944       | Narvik      | 31 mai 1944     | Trondheim   | 3 jours   |        |
| 3     | Oblt. Heinz-Gerd Sauer   | 4 juin 1944       | Trondheim   | 24 juillet 1944 | St. Nazaire | 51 jours  |        |
| 4     | Oblt. Ernst-August Gerke | 14 septembre 1944 | St. Nazaire | 19 octobre 1944 | Bergen      | 36 jours  |        |
| 5     | Oblt. Ernst-August Gerke | 22 octobre 1944   | Bergen      | 24 octobre 1944 | Coulé       | 3 jours   |        |
| Total | Total                    | Total             | Total       | Total           | Total       | 127 jours | 0 t    |

Notes : Oblt. = Oberleutnant zur See

### OpérationsWolfpack
L'U-673 opéra avec les Wolfpacks (meute de loups) durant sa carrière opérationnelle.
- Hartmut (23-28 février 1944)